# Lingua hakka
La lingua hakka (客家話, Kèjiāhuà), detta anche lingua Kejia o Kejiahua, è forse uno dei più antichi dialetti parlati in Cina e fa parte della famiglia linguistica sino-tibetana. Al 2022, è parlata da 44,1 milioni di parlanti totali.
Essa è parlata dalla popolazione Hakka, originaria del gruppo cinese degli Han e stanziata nelle province del Guangdong, del Fujian e dello Jiangxi, famose nello scenario internazionale antecedente alla Seconda guerra mondiale. Il dialetto Hakka è molto conservativo, siccome per esempio conserva gli stop senza rilascio udibile di suono *-p, *-t, *-k a fine sillaba e discende direttamente dal Primo Cinese Medio, come il dialetto Yue/cantonese e lo shanghainese (mentre le lingue Bai e i dialetti Min derivano direttamente dall'Old Chinese).
Per motivi religiosi, il sistema di scrittura principalmente usato sono i caratteri latini. Altri dialetti della lingua però conservano la tradizionale scrittura degli ideogrammi cinesi in versione tradizionale, alcuni dei quali unicamente della lingua hakka. A questi caratteri viene affiancata una romanizzazione per indicare la pronuncia e la modulazione tonale. Le quattro romanizzazioni, che si possono studiare in coppia con la pronuncia in trascrizione IPA, sono il Pha̍k-fa-sṳ, Pinfa, Taiwanese Hakka Romanization System e l'Hagfa Pinyim.

## Fonetica e romanizzazioni

### Pronuncia puntuale dell'Hakka con romanizzazione Pha̍k-fa-sṳ, Pinfa, Hagfa Pinyim e THRS
L'Hakka viene romanizzato con più sistemi di latinizzazione. Il primo, che è il più antico ed è stato inventato dai Presbiteriani nell'Ottocento per rendere la pronuncia dell'Hakka con un alfabeto, si chiama Pha̍k-fa-sṳ 白話字, assomiglia molto al Peh-oe-ji e, con delle piccole modifiche, si usava pure per il guanhua (è stato però soppiantato dal sistema Wade-Giles, poi sostituito dal pinyin). La prima opera che lo contiene è un dizionario di Hakka di Donald MacIver del 1905, "A Chinese-English dictionary: Hakka-dialect, as spoken in Kwang-tung province". Parte del contenuto è basato su un dizionario precedente di Theodore Hamberg e Rudolf Lechler della metà Ottocento circa, che però usava una romanizzazione diversa, la "Romanizzazione Lepsius". Il dizionario di MacIver contiene poi vocaboli presi dal Meixian (parlato a Meizhou, nel nordest), che oggi è la varietà di prestigio dell'Hakka, mentre Hamberg e Lechler avevano preso i vocaboli dalle aree delle contee di Haifeng, Lufeng, Jiexi e Wuhua, tutte meridionali. La seconda romanizzazione più famosa e usata è il Pinfa, facente parte di un gruppo di 4 romanizzazioni promulgate nel 1960 per i dialetti meridionali, la "Guangdong Romanization": una per lo Yue, una per l'hainanese, una per il Teochew (il Peng'im) e una per il Meixian, che è preso come la varietà standard di Hakka ed è prestigiosa tanto quanto la Sixian e la Hailu (Haifeng+Lufeng), molto parlate. Il Pinfa si discosta non poco dal Phak-fa-su, ma ha un vantaggio fondamentale: è pressoché identico al pinyin, ragion per cui chi conosce il pinyin ha un grande vantaggio. La terza è il Thòi-vân Hak-kâ-ngî Phîn-yîm Fông-on 臺灣客家語拼音方案, 'Taiwanese Hakka Romanization System', promulgato dal Ministero dell'Educazione di Taiwan nel 2012. Non è da confondere con la Tai-lo, che è dell'Hokkien (e non dell'Hakka). Non ha abbreviazioni e nomignoli, ma se "Peh-oe-ji" per il Minnan si abbrevia come "POJ", allora il Taiwanese Hakka Romanization System si può pensare come "THRS" (la lettera H si pronuncia proprio come il dialetto in questione) e, per fare un parallelismo con "Tâi-lô" (Tâi-ôan Lô-má-jī Peng-im Hong-àn), si può immaginare per semplicità e immediatezza come "Thòi-Hak" (contiene una sillaba che permette di collegarlo subito all'Hakka, mentre il Tai—lo è Hokkien, dunque un Minnan). Anche il Thòi-Hak assomiglia molto al pinyin e ha il grande pregio di includere molti più suoni del Phak-fa-su e Pinfa siccome è stata editata due volte. Non contiene nemmeno diacritici sopra o sotto le vocali. Pertanto, è uno dei sistemi più semplici e completi allo stesso tempo. La quarta romanizzazione, meno usata, è lo Hagfa Pinyim 客家話拼音, "Hakka Pinyin", ideato da Lau Chun-fat (劉鎮發) per un dizionario di trascrizioni di parole Hakka, il 客語拼音字彙, "Hakka Pinyin Vocabulary", pubblicato nel 1997. Anche questo sistema è pressoché identico al pinyin e Thòi-Hak: semplicemente ha qualche suono in meno di quest'ultimo. Pertanto, il THRS (o "Thòi-Hak" per parallelismo) si riconferma il sistema più semplice e completo in assoluto. Gli altri sistemi, eccetto il Phak-fa-su, si associano facilmente al THRS.
Nella tabella sottostante si mostrano i suoni dell'Hakka con il Phak-fa-su, il Pinfa e il Thòi-Hak affiancati (se il Pinfa ha suoni in comune con il Thòi-Hak, non si ripetono):
| Lettera/digrafo (Phak-fa-su) | Lettera/digrafo (Thòi-Hak) [Pinfa] $Hagfa Pinyim$ | Trascriz. IPA | Spiegazione |
| ---------------------------- | ------------------------------------------------- | ------------- | --- |
| a                            | a                                                 | /a/           | È una "a" di albero |
| e                            | e                                                 | /e/           | È una "e" di elmetto, vocale chiusa. |
| - - -                        | ee [ê] $- - -$                                    | /ɛ/           | È una "é" di perché, vocale aperta. La doppia lettera indica l'apertura. |
| i                            | i                                                 | /i/           | È una "i" di piccolo, vocale chiusa. In isolamento, in Pinfa è "yi", come in pinyin. |
| ṳ                            | -ii [-i]                                          | /ɨ/           | È una vocale centrale alta chiusa, presente anche in russo. Si può approssimare pronunciando una vocale neutra schwa tenendo la lingua ben sollevata verso l'incavo del palato, oppure si approssima immaginando di pronunciare una comune "i" tenendo una penna in mezzo ai denti, come un cane che tiene un osso tra le fauci. In Meixian, questa vocale si trova in tre casi in comune con il putonghua come pronuncia e ortografia: zi, ci, si. |
| o                            | o                                                 | /o/ (/ɔ/)     | È una "o" di occhio, vocale arrotondata/procheila chiusa. Una vocale si dice arrotondata se le durante la pronuncia le labbra si tengono arrotondate in un cerchiolino. In Meixian questo suono, scritto "o" in Pinfa, si pronuncia /ɔ/, cioè lo stesso suono ma aperto. |
| - - -                        | oo $- - -$                                        | /ɔ/           | È una "o" di occhio arrotondata e aperta. Questa lettera, non presente in Hagfa Pinyim, è inconfondibile siccome la doppia lettera indica l'apertura. Questa vocale si trova nella parlata di 诏安 XXX |
| er                           | er [e-] $- - -$                                   | /ɤ/~/ə/       | Per partire con la seconda pronuncia, è una vocale neutra schwa: è una vocale che si ottiene immaginando di declamare le consonanti dell'alfabeto ("a, bi, ci, di, e, effe, gi...") senza il nome per intero ("a, b, c, d, e, f, g..."). Si scrive "e" in Pinfa ma la pronuncia è chiara siccome in Meixian la schwa si pronuncia in finali -em, -en, -eb, -ed. La vocale "er" (non trascritta in Hagfa Pinyim) è presente nella parlata di 海陸 Hailu e 饒平 Raoping ed è una "o" di occhio, chiusa ma non arrotondata/aprocheila, cioè pronunciata tenendo le labbra non arrotondate ma rilassate. Questo suono è presente pure in putonghua (si pensi a "de, te, ge, ke, le, me, ne, zhe, che, she, re, ze, ce, se"). Si trova pure in Hokkien.                                                                                      |
| u                            | u                                                 | /u/           | È una "u" di ultimo, vocale arrotondata chiusa. |
| ch (chi)                     | z (j)                                             | /t͡s/ (/t͡ɕ/)   | È una "z" di zero, pronunciata possibilmente sorda (si può sonorizzare nel Norditalia). Se seguita dalla "i", cambia la grafia e pronuncia (tranne in Phak-fa-su): la "J" è una "ci" di ciao palatale, cioè pronunciata con la lingua già in posizione di "gn" di gnomo. Il Phak-fa-su, con la sua ortografia, immagina di palatalizzare il suono con la "i", come avviene in sudcoreano. |
| chh (chhi)                   | c (q)                                             | /t͡sʰ/ (/t͡ɕʰ/) | È una "z" di zero, sorda e con aspirazione sorda, cioè accompagnata da uno sbuffo d'aria. La "Q" è lo stesso suono ma reso palatale. |
| - - -                        | zh [- - -] $- - -$                                | /d͡ʒ/          | È una "gi" di giorno, consonante sonora. |
| - - -                        | ch [- - -] $- - -$                                | /t͡ʃ/          | È una "ci" di ciao, consonante sorda. |
| - - -                        | sh [- - -] $- - -$                                | /ʃ/           | È una "sci" di scienza, consonante sorda. |
| f                            | f                                                 | /f/           | È una "f" di farfalla, consonante sorda. |
| h                            | h                                                 | /h/           | È un'aspirazione sorda come nell'inglese have. |
| k                            | g                                                 | /k/           | È una "c" di cane, consonante sorda. |
| kh                           | k                                                 | /kʰ/          | È una "c" di cane, sorda e con aspirazione sorda. |
| l                            | l                                                 | /l/           | È una "l" di leva, consonante sonora. |
| m                            | m                                                 | /m/           | È una "m" di mano, consonante sonora. In Meixian è anche una sonante, cioè una consonante che può avere valore vocalico: nel caso del Meixian, è cioè una consonante intonabile tonalmente e che forma già una sillaba a sé. Sono presenti pure in Hokkien, shanghainese e cantonese e derivano da cadute di vocali nelle sillabe. In Hokkien in più possono fungere da vocale in sillabe che iniziano con consonante (queste sillabe derivano sempre da una caduta vocalica). Le sonanti si trovano pure in Proto-Indoeuropeo, sanscrito e lituano. Si può trovare come codina nasale a fine sillaba e deriva dall'Old Chinese e Primo Cinese Medio. Alcuni dialetti conservativi la conservano e non la fanno assimilare in /n/. Lo stesso fenomeno avviene in coreano e vietnamita (e nelle pronunce giapponesi go-on arcaicissime). |
| n                            | n                                                 | /n/           | È una "n" di nave, consonante sonora. Si può trovare come codina nasale a fine sillaba. |
| ng (ngi)                     | ng (ngi)                                          | /ŋ/~/ɲ/       | È una "n" di panca, pronunciata con il dorso della lingua sulla zona tondeggiante del palato (si immagini l'inglese king). Si trova anche come codina nasale a fine sillaba. In Meixian è pure una sonante. Se seguita da "i" (unica grafia possibile), si ottiene un suono nuovo, la "gn" di gnomo, consonante sonora. |
| - - -                        | bb [- - -] $- - -$                                | /b/           | È una "b" di balena, consonante sonora. Si trascrive solo in THRS. |
| p                            | b                                                 | /p/           | È una "p" di palla, consonante sorda. |
| ph                           | p                                                 | /pʰ/          | È una "p" di palla, consonante sorda e con aspirazione sorda. |
| s (si)                       | s (x)                                             | /s/~/ɕ/       | È una "s" di senza, consonante sorda. Se seguita da "i" o se si cambia grafia in X, diventa una "sci" di scienza, sorda e palatale. |
| t                            | d                                                 | /t/           | È una "t" di tavolo, consonante sorda. |
| th                           | t                                                 | /tʰ/          | È una "t" di tavolo, consonante sorda e aspirata. |
| v                            | v                                                 | /ʋ/ (/v/)     | È una "v" di vela, sonora e con un blando contatto tra gli incisivi dell'arcata dentaria superiore e labbro inferiore. In Meixian invece ha un contatto netto: /v/. |
| y                            | -i-, y-                                           | /j/           | È una "i" di iena, semivocale chiusa con cui si creano dittonghi. In Pinfa, se il dittongo non è preceduto da consonante iniziale, inizia con "y-" come in pinyin (e.g. ya, yao). |
| -p                           | -b                                                | /p̚/           | È uno stop senza rilascio udibile di suono, cioè nient'altro che un'interruzione della vocale serrando le labbra, come se ci si apprestasse a pronunciare una /p/ che non si rilascerà/pronuncerà mai. Gli stop sono preservati dall'Old Chinese e Primo Cinese Medio e si trovano pure in Hokkien (alcuni si leniscono in uno stacco glottale/colpo di glottide a fine sillaba, cioè una sorta di colpetto di tosse) e cantonese, in cui non si leniscono. Nei dialetti settentrionali, in Fuzhouhua, shanghainese e in guanhua e Primo Mandarino si leniscono in stacchi glottali. Gli stop sono preservati in coreano, vietnamita e sono accomodati in giapponese (ma *-p, già lenita in *-f-, cade). In putonghua, cadono completamente senza nemmeno lenirsi.                                                                      |
| -t                           | -d                                                | /t̚/           | È uno stop con la vocale interrotta dalla lingua in posizione di /t/. |
| -k                           | -g                                                | /k̚/           | È uno stop con la vocale interrotta dalla lingua in posizione di /k/. |

### Toni in Hakka con Phak-fa-su e romanizzazioni moderne
Per l'intonazione, il numero 1 indica il registro grave, mentre il numero 5 si riferisce al registro acuto. In mezzo, si trova il registro medio (numero 3). Il Phak-fa-su usa i diacritici, gli altri sistemi di romanizzazione usano le cifre come apice (ma in scrittura corrente al computer si possono scrivere le cifre accanto alla sillaba, come in pinyin e Jyutping). Nella tabella, si possono vedere alcune convergenze tonali. Tutti i dialetti Hakka hanno due toni entranti, cioè brevi intonazioni sfuggite chiuse da uno stop (e, negli altri dialetti, anche o solo uno stacco glottale, indicato solitamente in romanizzazione con -h e -q). A Kaohsiung si parla anche l'Hokkien taiwanese e non solo l'Hakka e viceversa: i parlanti Hakka e Hokkien si trovano sia nella Cina continentale che a Taiwan, il che potrebbe rendere questi dialetti confondibili. Il Sixian, insieme al Changle 长乐 si è originato in quattro contee nella Prefettura di Jiaying (Guangdong), fondata dalla Dinastia Qing nel 1733. Nella quinta contea (Wuhua 五华县, anticamente Changle), si originò proprio il Changle
| Cifra | Nome tradizionale   | Esempio (Phak-fa-su) | Intonazione (Meixian 梅县) [Meizhou 梅州] (scritto in Pinfa) | Intonazione (Sixian 四县) [Taoyuan 桃园, Miaoli 苗栗, Pingtung 屏东, Kaohsiung 高雄] | Intonazione (Hailu 海陆) [Haifeng+Lufeng] [海丰 + 陆丰] | Intonazione (Zhao'an) 诏安 [Costa di Fujian] | Intonazione (Raoping) 饶平 (新竹) [Costa di Chaozhou] | Intonazione (Taipo, 大埔) (Dàpǔ) [Costa di Hong Kong] |
| ----- | ------------------- | -------------------- | ------------------------------------------------------------ | ------------------------------------------------------------------------------------ | ------------------------------------------------------- | -------------------------------------------- | ----------------------------------------------------- | ----------------------------------------------------- |
| 1     | 陰平 yīnpíng        | fû                   | 44                                                           | 24                                                                                   | 53                                                      | 11                                           | 11                                                    | 33                                                    |
| 2     | 陽平 yángpíng       | fù                   | 11                                                           | 11                                                                                   | 55                                                      | 53                                           | 55                                                    | 11                                                    |
| 3     | 上(聲) shǎng(shēng) | fú                   | 31                                                           | 31                                                                                   | 24                                                      | 31                                           | 53                                                    | 31                                                    |
| 4     | 陰去 yīnqù          | fu                   | -                                                            | 55                                                                                   | 11                                                      | 31                                           | 53                                                    | 53                                                    |
| 5     | 陽去 yángqù         | fů                   | -                                                            | 55                                                                                   | 33                                                      | 55                                           | 24                                                    | 53                                                    |
| 6     | 陰入 yīnrù          | fuk                  | 1 +p̚/t̚/k̚                                                     | 2 +p̚/t̚/k̚                                                                             | 5 +p̚/t̚/k̚                                                | 24 +p̚/t̚/k̚ (crescente)                        | 2 +p̚/t̚/k̚                                              | 21 +p̚/t̚/k̚                                             |
| 7     | 陽入 yángrù         | fu̍k                  | 5 +p̚/t̚/k̚                                                     | 5 +p̚/t̚/k̚                                                                             | 2 +p̚/t̚/k̚                                                | 43 +p̚/t̚/k̚ (calante)                          | 5 +p̚/t̚/k̚                                              | 54 +p̚/t̚/k̚                                             |

(Nel dialetto Meixian, si trova un tono extra, 去 qù, 53~52, in numerazione il "tono 4"). Il tono 6 e 7 diventano "tono 5, tono 6": ha un tono in meno.